# Eusaurischia
Eusaurischia è un clade di dinosauri saurischi comparso durante il Triassico superiore in quella che oggi è l'America meridionale. I sauropodomorfi sarebbero diventati gli animali più grandi mai esistiti e i teropodi furono i superpredatori principali durante tutto il Mesozoico. Con l'evento K-Pg la maggior parte delle specie si estinse e sopravvissero solo gli uccelli neorniti, che oggi sono diffusi in tutto il mondo.

## Definizione
Il nome Eusaurischia è stato dato da Padian nel 1999. È un clade node-based, definito come "il clade composto dall'ultimo antenato comune di teropodi e sauropodomorfi e da tutti i suoi discendenti" o, più precisamente, come "il clade meno inclusivo comprendente Theropoda e Sauropodomorpha".

Una definizione più precisa è stata data nel 2004 da Langer: "il clade composto dall'ultimo antenato comune di Cetiosaurus e Neornithes e da tutti i suoi discendenti" o "il clade meno inclusivo comprendente Cetiosaurus e Neornithes".

## Descrizione

### Dimensioni
I sauropodomorfi furono un gruppo di animali enormi, soprattutto per quanto riguarda i membri del clade Sauropoda. L'eusaurischio (e anche il vertebrato) più lungo mai esistito e di cui si è a conoscenza probabilmente fu Amphicoelias fragillimus, uno smisurato diplodocide conosciuto solo per una vertebra (tra l'altro ora distrutta). Le stime vanno da 45 a 60 metri di lunghezza, ma sono da prendere con le pinze, visto che sono studi condotti su un disegno.
Il più pesante di cui si è a conoscenza invece è Bruhathkayosaurus matleyi, un titanosauro (anche questo conosciuto grazie a resti molto frammentari e ora distrutti). Le stime vanno da 150 a oltre 200 tonnellate, superando così anche l'attuale balenottera azzurra e aggiudicandosi il titolo di più grande animale mai esistito. Tuttavia, ancora una volta, molti studiosi le credono sovrastime.
Escludendo questi due dubbi giganti, altri sauropodi enormi furono Patagotitan, Dreadnoughtus, Puertasaurus, Argentinosaurus e Futalognkosaurus, tutti titanosauri.
Quale sia stato il teropode più grande mai esistito è ancora argomento di discussione. Secondo molti si tratta di Spinosaurus aegyptiacus (12-18 m), ma altri theropodi giganti che avrebbero potuto eguagliarlo in dimensioni sono Giganotosaurus, Carcharodontosaurus, Tyrannosaurus, Suchomimus e i loro parenti più stretti (tutti estinti).
Il teropode più piccolo, nonché l'eusaurischio, esistente è il colibrì di Elena (Mellisuga helenae), il quale, con i suoi circa 6,12 cm di lunghezza massima (nelle femmine, i maschi arrivano massimo a circa 5,5 cm) è anche il dinosauro più piccolo mai esistito, in assenza di prove fossili.

### Locomozione[16]
Eusaurischia comprende forme bipedi (quasi tutti i teropodi), quadrupedi (quasi tutti i sauropodomorfi) e semibipedi (alcuni cladi di teropodi, ad esempio Spinosaurus e Therizinosauridae, e i sauropodomorfi non-sauropodi).

#### Nuoto e volo
Alcuni teropodi del clade Paraves svilupparono ali e divennero volanti.

Altri, invece, (come i pinguini) si sono evoluti per il nuoto.
Un tempo si credeva che anche i sauropodi fossero acquatici, e camminassero sul fondo di un lago tenendo la testa fuori dall'acqua per respirare, ma questa ipotesi è stata smentita.

#### Velocità
Si crede che i teropodi terrestri più veloci mai esistiti siano stati gli ornitomimidi, che forse avrebbero potuto raggiungere la velocità di 100 km/h. L'odierno falco pellegrino è in grado di arrivare a 450 km/h in picchiata, e questo lo rende anche l'animale più veloce il assoluto.
I sauropodi, invece avevano una camminata lenta e non potevano sollevare più di una zampa contemporaneamente, ma dovevano essere comunque piuttosto veloci visto che una falcata copriva molti metri.

### Dieta
I gruppi più basali erano carnivori o onnivori ma i sauropodomorfi plateosauri erano già completamente erbivori, e mantennero questa dieta fino alla fine del Cretacico. I teropodi, invece, si specializzarono per la dieta carnivora e molti teropodi estinti furono i superpredatori del loro ambiente. Non mancarono i saprofagi. Alcuni gruppi (tra cui anche molti odierni), però, divennero piscivori, insettivori e granivori.

### Penne e piume
Si è ormai quasi certi che tutti i celurosauri possedessero piume omologhe a quelle degli uccelli odierni, e i maniraptoriformi possedevano anche penne remiganti. I fossili con tracce non ambigue di piumaggio sono molti, a cominciare dal Sinosauropteryx, celurosauro basale. Anche un tirannosauroide basale (Yutyrannus) presenta tracce di filamenti molto simili a piume, facendo supporre che anche i più grandi tirannosauridi ne avessero.
È comunque probabile che piume o filamenti fossero posseduti da tutti i teropodi.

## Evoluzione

### Le origini
Gli eusaurischi ebbero origine nella parte sudoccidentale del supercontinente Gondwana, dove oggi si trova l'Argentina, durante il Triassico superiore (più specificatamente nel Carnico).
I loro progenitori furono animali molto simili agli herrerasauridi (i parenti più prossimi degli eusaurischi). Alla fine del Triassico gli eusaurischi erano già gli animali dominanti.

### Durante il Giurassico
Nel Giurassico gli eusaurischi si svilupparono e si diversificarono in una moltitudine di forme diverse.

Durante il Giurassico inferiore e medio, i sauropodi crebbero incredibilmente di dimensioni mentre i sauropodomorfi basali si avviarono verso l'estinzione. I diplodocidi e i brachiosauridi raggiunsero il loro apice durante il Giurassico superiore, con gli stessi Diplodocus e Brachiosaurus.
Intanto erano comparsi carnosauri e celurosauri, occupando la nicchia di superpredatori. Durante il Giurassico superiore (Kimmeridgiano) comparvero gli uccelli.

### Durante il Cretacico
Durante il Cretacico diplodocidi e brachiosauridi videro un declino, ma si sviluppò un altro gruppo di enormi sauropodi: i titanosauri. Essi prosperarono durante il Cretacico inferiore e rimasero sulla terra fino all'evento K-Pg, quando tutti i sauropodomorfi si estinsero.

Per i teropodi, invece, fu un periodo d'oro. Nel Gondwana si svilupparono i carcarodontosauridi, che si estinsero alla fine del Cretacico inferiore, ma i carnosauri continuarono a sopravvivere fino alla fine del Cretacico con i neovenatoridi.

Sempre in quel periodo comparvero i tirannosauridi, mentre gli uccelli si diversificavano. Con l'evento K-Pg si estinsero i dinosauri propriamente noti secondo la tassonomia classica, e superarono la crisi gli uccelli neorniti, che tutt'oggi popolano il mondo.

## Sistematica

### Collocazione filogenetica
Gli eusaurischi sono il principale gruppo in cui si divide Saurischia, comprendendo la stragrande maggioranza delle specie.
La scheda e il cladogramma che seguono mostrano la posizione di Eusaurischia all'interno di Dinosauria.
- Dinosauria
  - †Ornithischia
    - †Pisanosaurus
    - †Heterodontosauridae
    - †Genasauria
      - †Thyreophora
      - †Neornithischia

  - Saurischia
    - †Eoraptor
    - †Herrerasauridae
    - Eusaurischia

|             | †Heterodontosauridae                                             |
|             |                                                                  |
| †Genasauria | \| \| †Thyreophora \| \| \| \| \| \| †Neornithischia \| \| \| \| |
|             | \| \| †Thyreophora \| \| \| \| \| \| †Neornithischia \| \| \| \| |
|             | †Thyreophora                                                     |
|             |                                                                  |
|             | †Neornithischia                                                  |
|             |                                                                  |

|  | †Thyreophora    |
|  |                 |
|  | †Neornithischia |
|  |                 |

|             | †Heterodontosauridae                                             |
|             |                                                                  |
| †Genasauria | \| \| †Thyreophora \| \| \| \| \| \| †Neornithischia \| \| \| \| |
|             | \| \| †Thyreophora \| \| \| \| \| \| †Neornithischia \| \| \| \| |
|             | †Thyreophora                                                     |
|             |                                                                  |
|             | †Neornithischia                                                  |
|             |                                                                  |

|  | †Thyreophora    |
|  |                 |
|  | †Neornithischia |
|  |                 |

|  | †Eoraptor                                                         |
|  |                                                                   |
|  | \| \| †Herrerasauridae \| \| \| \| \| \| Eusaurischia \| \| \| \| |
|  |                                                                   |
|  | †Herrerasauridae                                                  |
|  |                                                                   |
|  | Eusaurischia                                                      |
|  |                                                                   |

|  | †Herrerasauridae |
|  |                  |
|  | Eusaurischia     |
|  |                  |

|             | †Heterodontosauridae                                             |
|             |                                                                  |
| †Genasauria | \| \| †Thyreophora \| \| \| \| \| \| †Neornithischia \| \| \| \| |
|             | \| \| †Thyreophora \| \| \| \| \| \| †Neornithischia \| \| \| \| |
|             | †Thyreophora                                                     |
|             |                                                                  |
|             | †Neornithischia                                                  |
|             |                                                                  |

|  | †Thyreophora    |
|  |                 |
|  | †Neornithischia |
|  |                 |

|             | †Heterodontosauridae                                             |
|             |                                                                  |
| †Genasauria | \| \| †Thyreophora \| \| \| \| \| \| †Neornithischia \| \| \| \| |
|             | \| \| †Thyreophora \| \| \| \| \| \| †Neornithischia \| \| \| \| |
|             | †Thyreophora                                                     |
|             |                                                                  |
|             | †Neornithischia                                                  |
|             |                                                                  |

|  | †Thyreophora    |
|  |                 |
|  | †Neornithischia |
|  |                 |

|  | †Eoraptor                                                         |
|  |                                                                   |
|  | \| \| †Herrerasauridae \| \| \| \| \| \| Eusaurischia \| \| \| \| |
|  |                                                                   |
|  | †Herrerasauridae                                                  |
|  |                                                                   |
|  | Eusaurischia                                                      |
|  |                                                                   |

|  | †Herrerasauridae |
|  |                  |
|  | Eusaurischia     |
|  |                  |

### Sottogruppi
Eusaurischia si divide in due grandi gruppi: Sauropodomorpha (estinto) e Theropoda (tuttora rappresentato dagli uccelli neorniti).
La seguente scheda mostra una classificazione semplificata dei principali cladi di Eusaurischia.
- Eusaurischia
  - Theropoda
    - †Tawa
    - †Eodromaeus
    - †Daemonosaurus chauliodus
    - Neotheropoda
      - †Coelophysoidea
      - Averostra
        - †Ceratosauria
          - †Berberosaurus
          - †Deltadromeus
          - †Spinostropheus
          - †Limusaurus
          - †Elaphrosaurus
          - †Neoceratosauria
            - †Ceratosauridae
            - †Abelisauroidea
              - †Noasauridae
              - †Abelisauridae

        - Tetanurae
          - †Cryolophosaurus
          - †Sinosaurus
          - †Chuandongocoelurus
          - †Monolophosaurus
          - Orionides
            - †Megalosauroidea
              - †Piatnitzkysauridae
              - †Megalosauria
                - †Spinosauridae
                - †Megalosauridae

            - Avetheropoda
              - †Carnosauria
                - †Methriacanthosauridae
                - †Allosauria
                  - †Allosauridae
                  - †Carcharodontosauria
                    - †Carcharodontosauridae
                    - †Neovenatoridae

              - Coelurosauria
                - †Bicentenaria
                - †Zuolong
                - Tyrannoraptora
                  - †Tyrannosauroidea
                  - †Aorun
                  - †Scipionyx
                  - †Ornitholestes
                  - †Compsognathidae
                  - Maniraptoriformes
                    - †Ornithomimosauria
                    - Maniraptora
                      - †Alvarezsauria
                      - †Aveairfoila
                        - †Therizinosauria
                        - Pennaraptora
                          - †Oviraptorosauria
                          - Paraves
                            - †Scansoriopterygidae
                            - †Dromaeosauridae
                            - †Troodontidae
                            - Avialae

  - †Sauropodomorpha
    - †Saturnalinae
    - †Pantydraco
    - †Thecodontosaurus
    - †Efraasia
    - †Plateosauravus
    - †Plateosauria
      - †Ruehleia
      - †Plateosauridae
      - †Massopoda
        - †Riojasauridae
        - †Sarahsaurus
        - †Massospondylidae
        - †Jingshanosaurus
        - †Yunnanosaurus
        - †Seitaad
        - †Anchisauria
          - †Anchisaurus
          - †Sauropodiformes
            - †Mussaurus
            - †Aardonyx
            - †Leonerasaurus
            - †Stefapanosaurus
            - †Melanorosaurus
            - †Sauropoda